# Hotel Excelsior a Hotel Eden

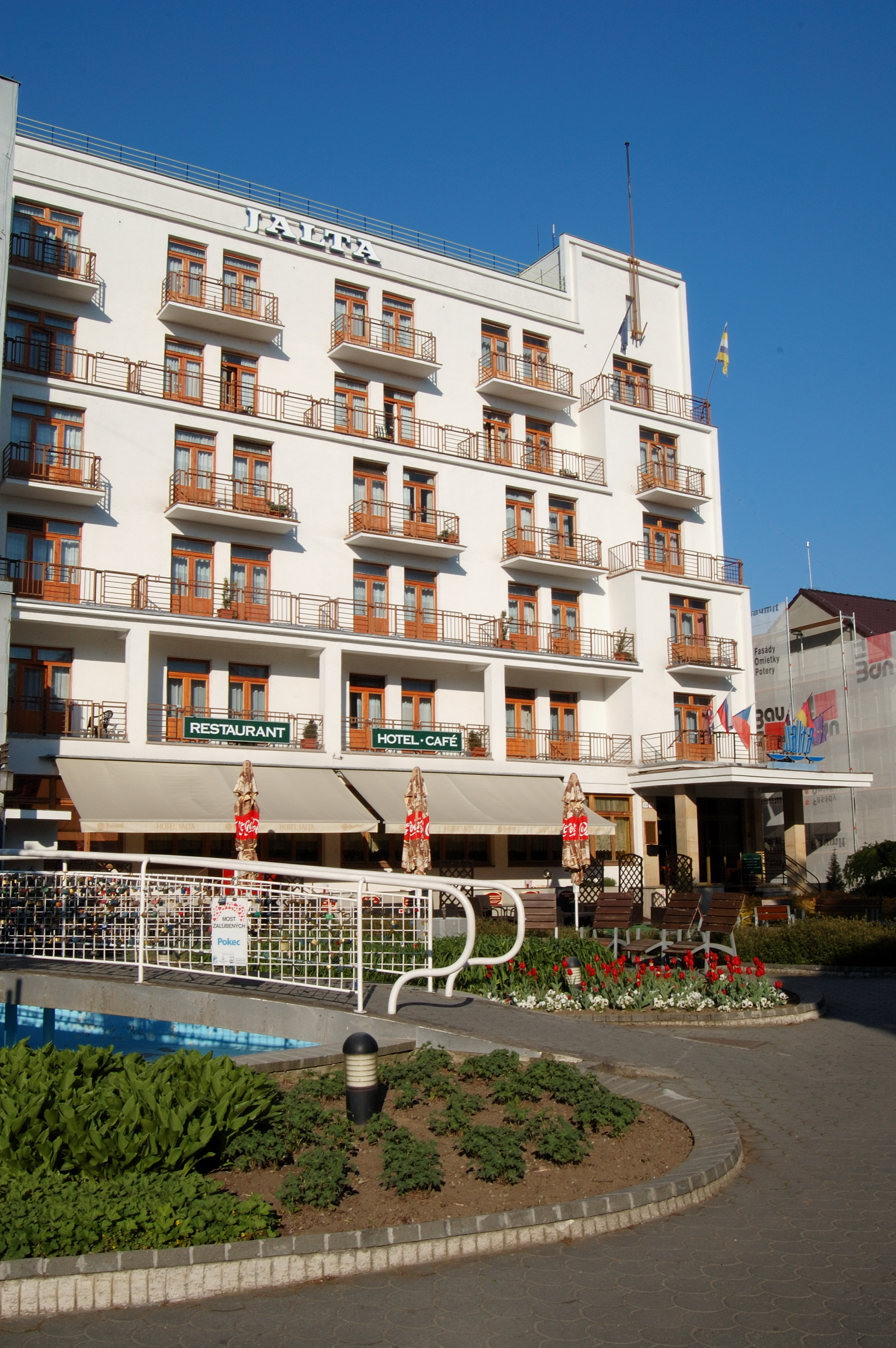
Hotel Jalta (Excelsior)

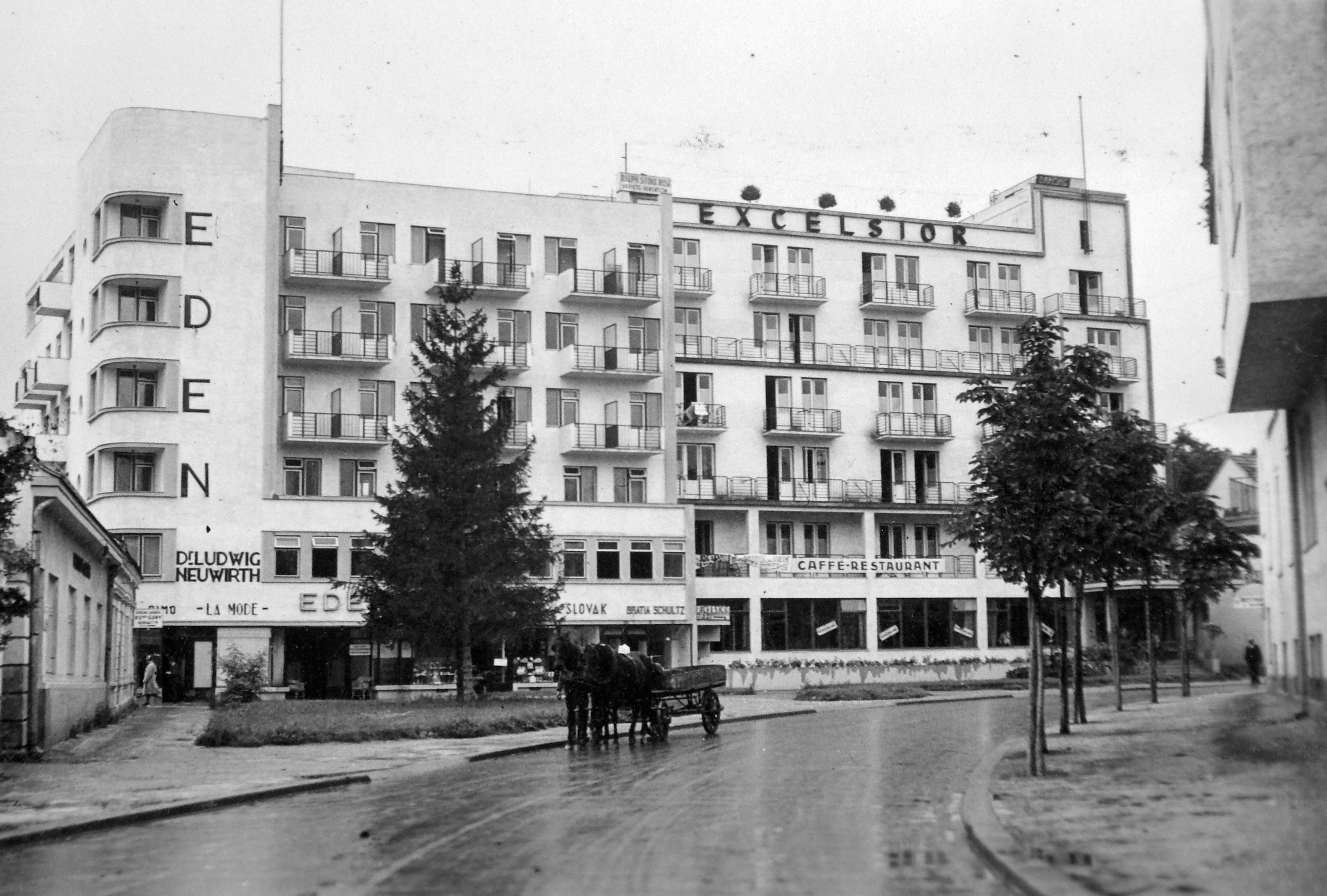
Hotely Eden a Excelsior v roce 1932

Hotel Excelsior a Hotel Eden (Hotel Excelsior je dnes[kdy?] léčebný dům Jalta) jsou dva hotely v Piešťanech od stejných architektů. Přestože jsou navzájem provozně nezávislé, působí dojmem jednoho celku. Jsou postaveny ve stylu funkcionalismu.
Hotel Excelsior a hotel Eden byly postaveny v meziválečném období (1929–1930) podle návrhu architektů – piešťanského rodáka Pavla Weisze a Ľudovíta Weisse. Architekti ve stejném časovém období obdrželi od dvou vzájemně nezávislých investorů objednávku na návrh objektů hotelového typu.
Objekty se nachází na adrese Winterova ulice č. 58 a 60 v Piešťanech. Stavbu provedla firma Pittel & Brusewetter. Návrh pro Excelsior byl dokončen v roce 1928 a pro Eden v letech 1928–1929. Excelsior byl postaven v období jaro 1929 až podzim 1929 a Eden 26. června 1929 až 23. května 1930.

## Popis
Objekty mají 6 nadzemních podlaží a 1 suterén, ukončené jsou plochými střechami. Přesto, že jsou navzájem provozně nezávislé, působí dojmem jednoho celku. Rekonstrukce objektů přinesla změnu prvků interiéru, exteriér zůstal až na některé detaily zachován v původním stavu.

## Hotel Eden
Je hotel kategorie *** (tříhvězdičkový), který stojí na konci Winterovy ulice v historické části města Piešťany. Původně to byl léčebný ústav patřící Dr. Neuwirthovi. 
Kromě prostor pro stravování, diagnostiku a léčbu bylo 1. nadzemní podlaží vybaveno obchody. Na každém podlaží bylo možno ubytovat dvacet hostů v sedmnácti pokojích. Objekt je doplněn střešní terasou, orientovanou na západ. Hospodářské a komunikační prostory jsou orientovány do dvora. Zaoblené, výškově akcentované nároží připomíná díla německých expresionistů. Fasáda nároží je doplněna vertikálně uspořádanými kulatými tzv. lodními okny.

## Hotel Excelsior
V současnosti léčebný dům Jalta, byl postaven na sousední parcele. Základní půdorys je ve tvaru písmene „L“. Prostory jednotlivých podlaží jsou řešeny jako dispoziční trojtrakt. Při původní funkci hotelu měl dnešní léčebný dům kapacitu 100 vybavených jednolůžkových pokojů s balkony. Po přestavbě budovy na léčebný dům došlo k modernizaci lůžkového traktu. Pokoje byly vybaveny vlastními hygienickými buňkami a počet se ustálil na 103 lůžek. Fasáda je po dvou podlažích stupňovitě ustupující, doplněná balkony s horizontálním zábradlím.

## Konstrukce
Na obou budovách byla použita železobetonová nosná konstrukce – monolitický skelet a výplňové zdivo ze speciálních dutých tvárnic „PARCUS“.
Hotel Eden a hotel Excelsior jsou od roku 1991 zařazeny mezi objekty městské památkové zóny a byl jim udělen statut kulturní památky Slovenské republiky.